# Stanislav Pozdnjakov
Stanislav Aleksejevitj Pozdnjakov (ryska: Станислав Алексеевич Поздняков), född den 27 september 1973 i Novosibirsk i Ryska SFSR, är en rysk före detta fäktare som bland annat tog OS-brons i herrarnas lagtävling i sabel i samband med de olympiska fäktningstävlingarna 2004 i Aten.